# 天津大学南开大学联合员工子弟小学
天津大学南开大学联合员工子弟小学，简称天南大子弟小学，始建于1952年，位于天津市南开区南开大学西北村，1960年被改建为天津大学南开大学附属中学。

## 历史沿革
1951年，天津高等学校院系调整前期，位于北运河畔西沽武库校址的国立北洋大学与河北工学院合并，定名为天津大学，迁到南开大学北部尚未开发的七里台。1952年，原隶属于国立北洋大学的员工子弟小学“祝寿小学”与南开大学员工子弟小学合并成立了天津大学南开大学联合员工子弟小学，黄浣被天津高校院系调整委员会任命为校长。
1956年，天津市南开区教育局接管了天津大学南开大学联合员工子弟小学，接办后就招生范围问题函商两所高校，拟扩大招收附近南开区市民适龄儿童就近入学。但两所高校认为联合子弟小学，系于1952年院系调整时为照顾两大学教职工子弟上学方便而设立的，校外儿童影响大学校内教学秩序，故拒绝扩大招收市民子弟。1958年2月，天津市改为河北省省辖市和省会，河北省委、省政府机关子女被安排入读:645-647。
1960年5月，参与组建一所“九年一贯制”的天津大学南开大学附属中学。